# Länsherrar på Gotland
Länsherrar på Gotland har funnits från 1449 till 1679, först danska och från 1645 svenska.
Från att Gotland blev danskt år 1408 styrdes ön av danska kronan och 1449 tillsattes den första länsherren på ön. Dessa residerade på  det av Erik av Pommern uppförda Visborgs slott. 1645 blev Gotlands svenskt och en kungligt utsedd länsherre fortsatte styra ön. Under andra halvan av 1600-talet fanns även generalguvernörer för Gotland då Gotland 1652–1654 var förlänat till kronprins Carl Gustaf och från 1654 till 1689 ingick ön i drottning Kristinas underhållsländer. Mellan 1676 och 1679 var ön ockuperad av Danmark och styrdes av en dansk ståthållare. Från 1679 styrs ön av en från den svenska kronan utsedd landshövding.

## Lista över Gotlands danska länsherrar
- 1449–1464 Olof Axelsson Tott
- 1464 Filip Axelsson Tott
- 1464–1487 Ivar Axelsson Tott
- 1487–1509 Jens Holgersen Ulfstand
- 1509–1517 Laurids Skinkel
- 1517–1525 Sören Norby
- 1525–1526 Hanneke von Ahlefeld (Lybecks Hoptman då Gotlands var pantsatt till Lybeck.)
- 1526–1530 Melchior Rantzau
- 1530-1537 Henrik Nielsen Rosenkrantz
- 1558-1539 Claus Rantzau och Christoffer Eilersen Rosenkrantz
- 1539-1544 Wladislaus Wobitzer
- 1544-1551 Eiler Hardenberg
- 1551-1557 Otte Knudsen Rud
- 1557-1559 Christoffer Huitfeldt
- 1559-1571 Jens Blide
- 1571-1573 Christoffer Walckendorff
- 1573-1576 Christen Munk
- 1576-1584 Emicke Kaas
- 1584-1587 Mogens Gøye
- 1587-1591 Erik Lykke
- 1591-1595 Niels Bild
- 1595-1607 Herman Juel
- 1608-1614 Brostrup Gjedde
- 1614-1619 Ditlev Holck
- 1619-1625 Christoffer Ulfeldt
- 1625-1627 Falk Lykke
- 1627-1633 Jens Høg
- 1633-1645 Holger Børgesen Rosenkrantz

## Lista över Gotlands svenska länsherrar
- 1645-1648 Åke Hansson Ulfsparre
- 1648-1650 Gustaf Persson Banér
- 1650-1654 Axel Sparre
- 1654-1666 Ludvig Fritz (Per Flemming var vice landshövding 1656)
- 1664-1673 Lennart Ribbing (Johan Malmenius var vice landshövding 1674)
- 1673-1676 Gabriel Oxenstierna
- 1676-1679 Niels Juel (dansk ståthållare på Gotland under danska ockupationen)

## Lista över Gotlands svenska generalguvernörer
- 1654-1657 Herman Fleming
- 1657-1668 Seved Bååt
- 1669-1674 Gustaf Kurck
- 1674-1681 Jöran Gyllenstierna
- 1681-1689 Johan Paulin Olivekrans (generalintendent 1681–1682, generalguvernör 1682–1689)